# Antonio Bujalance López
Antonio Bujalance López (Hornachuelos, 1902 - Còrdova, 30 de juliol de 1936), fou un polític socialista i jornaler agrícola.
Militant del Partit Socialista Obrer Espanyol i de la Federación Nacional de Trabajadores de la Tierra de la Unió General de Treballadors, va arribar a ser tot un símbol de la reforma agrària en la República. Va estar detingut el 1934 junt amb altres militants socialistes i comunistes pels esdeveniments revolucionaris ocorreguts l'octubre d'aquell any. Va ser escollit Diputat al Congrés en la candidatura formada pel Front Popular en les eleccions de febrer de 1936.
En la matinada del 18 de juliol d'aquell any, dia del cop d'estat que va donar lloc a la Guerra Civil va arribar a Còrdova en tren procedent de Madrid, allotjant-se a casa d'una germana amb intenció de tornar al seu poble natal. Va ser detingut a casa d'aquesta als poc dies. Va compartir calabós amb els diputats malaguenys Luis Dorado Luque i Antonio Acuña Carballar, amb el seu company de partit el periodista i exdiputat Joaquín García-Hidalgo, i el també diputat comunista Bautista Garcet Granell.
Va ser afusellat en la matinada 30 de juliol de 1936. Aquesta mort va impressionar profundament a Hornachuelos, la qual cosa, va influir en els successos tràgics que van ocórrer posteriomente en aquesta localitat. Els milicians socialistes en lluita en els fronts de Adamuz i el Carpio van crear la Companyia Antonio Bujalance en el seu honor.